# 第4回全国陸上競技大会
第4回全国陸上競技大会（だい4かいぜんこくりくじょうきょうぎたいかい）は、1916年（大正5年）9月2日から9月3日に行われた全国陸上競技大会（後の日本陸上競技選手権大会）。
第1回から第3回とは会場を変え、芝浦で行われた。男子種目のみ行われた。
第3回極東選手権競技大会の予選を兼ねて、芝浦に1周321メートル（5分の1マイル）の競技場が新設され、ヤード制で行われた。

## 大会結果
|                   | 優勝                                | 優勝    | 2位                           | 2位   | 3位                             | 3位   |
| ----------------- | ----------------------------------- | ------- | ----------------------------- | ----- | ------------------------------- | ----- |
| 110ヤード         | 東口真平 東京高等師範学校           | 10.6    | 奥村良一 神戸高等商業学校     |       | 福井孝一 神戸高等商業学校       |       |
| 220ヤード         | 東口真平 東京高等師範学校           | 24.6    | 斉藤友三 東京帝国大学         |       | 奥村良一 神戸高等商業学校       |       |
| 440ヤード         | 山岡慎一 第一高等学校               | 55.8    | 佐伯巌 大阪市立高等商業学校   |       | 鷺山正次郎 札幌農業大学         |       |
| 880ヤード         | 多久儀四郎 東京高等師範学校卒       | 2:15.8  | 沢田一郎 東京帝国大学         |       | 段証外吉 東京高等師範学校       |       |
| 1マイル           | 鈴樹忠直 第二高等学校               | 5:03.8  | 多久儀四郎 東京高等師範学校卒 |       | 井手伊吉 慶応義塾大学卒         |       |
| 10マイル・ロード  | 加藤富之助 同志社大学               | 55:18.0 | 浜中章 青山師範学校           |       | 五十嵐昌之助 山形県立荘内中学校 |       |
| 120ヤードハードル | 武中武重 神戸高等商業学校           | 20.6    | 早川雄三 千葉県立高等園芸学校 |       | 上野幾造 慶応義塾大学           |       |
| 220ヤードハードル | 渡辺純司 慶応義塾大学               | 30.0    | 福井孝一 神戸高等商業学校     |       | 北村栄二郎 神戸高等商業学校     |       |
| 4×220ヤードリレー | 斉藤・窪田・明石・東口 関東組       | 1:40.2  | 福井・武中・北村・奥村 関西組 |       |                                 |       |
| 1マイルリレー     | 明石・斉藤・沢田・山岡 東大・一高組 | 4:10.4  |                               |       |                                 |       |
| 走高跳            | 三宅大輔 慶応義塾大学               | 1.52    | 峯豊 慶応義塾大学             | 1.50  | 栗原謹一郎 青山師範学校卒       | 1.49  |
| 棒高跳            | 三吉友之輔 早稲田大学               | 2.92    | 遠藤力雄 東京高等師範学校     | 2.90  | 竹内広三郎 東京高等師範学校     | 2.64  |
| 走幅跳            | 甲斐義智 慶応義塾大学卒             | 6.02    | 鈴木新次郎 慶応普通           | 5.70  | 野口源三郎 東京高等師範学校卒   | 5.66  |
| 砲丸投            | 伊藤鉄五郎 藤田組                   | 8.87    | 有田志朗 同志社大学           | 8.56  | 石井儀一 東京高等師範学校       | 8.33  |
| 円盤投            | 石井儀一 東京高等師範学校           | 26.18   | 阪本信一 大阪住友             | 23.39 | 佐々木等 東京高等師範学校       | 22.19 |
| 五種競技          | 鷺山正次郎 札幌農業大学             | 261.5   | 有田志朗 同志社大学           | 226   | 甲斐義智 慶応義塾大学卒         | 172.5 |
| 十種競技          | 野口源三郎 東京高等師範学校卒       | 5.66    | 武中武重 神戸高等商業学校     | 20.6  | 竹内広三郎 東京高等師範学校     | 2.64  |

|          | 4位                 | 4位 | 5位                       | 5位 | 6位                   | 6位 |
| -------- | ------------------- | --- | ------------------------- | --- | --------------------- | --- |
| マラソン | 狩谷淳 豊島師範学校 |     | 佐々木等 東京高等師範学校 |     | 赤羽広志 長野師範学校 |     |